# Sdružení obcí mikroregionu Ploština
Sdružení obcí mikroregionu Ploština je svazek obcí v okresu Zlín, jeho sídlem je Újezd a jeho cílem je péče o rozvoj regionu, jeho propagaci a také pořádání kulturně společenských akcí. Sdružuje celkem 9 obcí a byl založen v roce 2002. Mikroregion je nositelem několika důležitých rozvojových projektů.

## Obce sdružené v mikroregionu
- Drnovice
- Haluzice
- Loučka
- Tichov
- Valašské Klobouky
- Vlachova Lhota
- Vlachovice
- Vysoké Pole
- Újezd